# 체코의 경제
체코의 경제는 서비스, 제조 및 혁신에 기반을 둔 수출 지향의 사회적 시장경제로, 고소득 복지 국가와 유럽 사회 모델을 유지한다. 체코는 유럽 연합의 일원으로서 유럽 단일 시장에 참여하며, 따라서 유럽 연합 경제의 일부이다. 그것은 유로 대신 체코 코루나를 사용한다. 이 나라는 경제협력개발기구(OECD)의 회원국이다. 체코는 불평등 조정 인적 개발에서 미국, 영국, 프랑스 등 국가들을 제치고 13위, 세계은행 인적 자본 지수에서 14위를 차지하고 있다. 그것은 《가디언》에 의해 "유럽에서 가장 번영하는 경제 중 하나"라고 묘사되었다.
산업 부문은 경제의 37.5%를 차지하고 서비스 부문은 60%, 농업 부문은 2.5%를 차지한다. 주요 산업은 첨단 공학, 전자제품 및 기계 제조, 철강 생산, 운송 장비(자동차, 철도 및 항공우주 산업), 화학, 첨단 재료 및 의약품이다. 주요 서비스는 연구개발, 정보통신기술 및 소프트웨어 개발, 나노 기술 및 생명과학이다. 주요 농산물은 곡물, 식물성 기름, 홉이다.
2018년 기준으로 구매력 평가 기준 체코의 1인당 GDP는 37,370달러이고 명목가치는 22,850달러이다. 2019년 6월 기준으로, 체코의 실업률은 1.9%로 EU에서 가장 낮으며, 빈곤율은 덴마크에 이어 OECD 회원국 중 두 번째로 낮다. 체코는 경제자유지수(노르웨이에 이어 2위)와 글로벌 혁신 지수(호주에 이어 2위)에서 모두 24위, 세계 경쟁력 보고서에서 32위, 기업환경평가 41위, 세계 무역가능 보고서(캐나다에 이어 25위)에서 25위를 차지하고 있다. 수출입의 가장 큰 교역 상대국은 독일이며, 그 뒤를 EU의 다른 회원국들이 따르고 있다. 체코는 2017년 경제 복잡도 지수에서 9위를 차지할 정도로 매우 다양한 경제를 가지고 있다.

## 유럽 연합
2004년 유럽 연합 가입 이후 체코는 유럽 연합의 경제통화동맹을 채택했으며, 향후 유로화를 채택하기 위해 2003년 가입조약을 체결하고 있다.
체코는 또한 2014년에서 2020년 사이에 유럽구조투자기금으로부터 242억 유로를 받지만, 이 금액은 외국 소유 기업의 이익이 체코에서 다른 EU 회원국으로 유출되는 액수를 초과하지 않으며, 이 액수는 이 자금이 보상하기 위한 것이다.

## 공공 정책

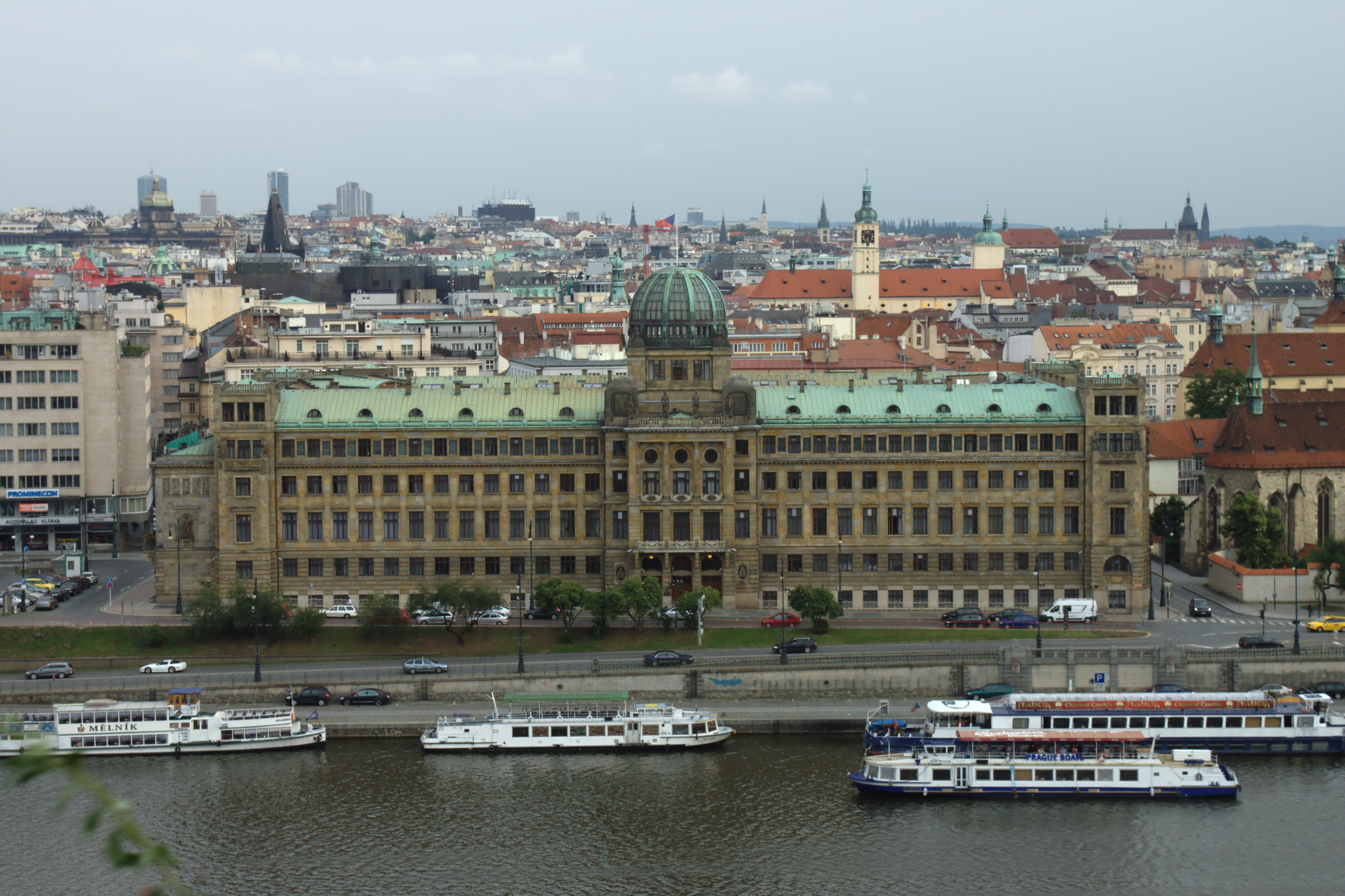
산업통상부

2016년 기준으로, 체코는 덴마크 다음으로 OECD 회원국 중 두 번째로 빈곤율이 낮다. 체코의 의료 시스템은 2016년 유럽 보건 소비자 지수에서 13위를 차지했다.

## 에너지
체코는 장기적인 전기 수출국이다. 체코에서 사용되는 석유의 97~98%는 수입산이다.
정부의 2015년 에너지 정책은 원자력을 주요 에너지원으로 지정하고 있으며, 그 비율은 2040년까지 46%에서 58% 사이로 증가할 것으로 예상된다. 석탄 에너지는 21%로 감소할 계획이며, 재생 에너지는 25%로 증가하고 가스는 5%에서 15%로 증가할 것이다.
2019년 업데이트된 에너지 전략은 2015년의 46.2%에서 2040년까지 15.5%로 감소한 총 전력 생산에서 석탄 발전 점유율을 점차적으로 벗어나는 것을 계획하고 있다. 이 전략은 기후 변화를 일으키는 탄소를 배출하는 화석 연료의 사용을 최소화하기 위해 핵 에너지를 재생 에너지로 전환하는 속도가 느린 동안 사용될 비탄소 에너지원으로 보고 있다. 원자력, 재생 에너지 및 천연 가스 점유율의 증가는 석탄 발전소의 임박한 점진적인 가동 중단으로 인해 발생하는 에너지 수요를 채우기 위한 것이다. 2015년 승인된 에너지 전략은 테멜린 원자력 발전소에 추가 원자로를 건설하고, 두코바니 원자력 발전소에 추가 원자로를 건설하며, 각 발전소에 2개의 원자로로 추가 증설할 가능성이 있다. 두 역 중 가장 오래된 역인 두코바니는 테멜린 이전에 확장될 예정이다. 2019년 기준으로, 계획된 원자로에 대한 자금조달 모델과 계약자 선정은 정부에 의해 협상되고 있다.

## 같이 보기
- 체코 국립은행
- 프라하 증권거래소